# Rabescato
Rabescato è un termine utilizzato in araldica come vezzeggiativo artistico; screziature, non necessarie, del campo, o dello smalto di talune pezze: ve ne sono di tradizionali da conservare.
Molti araldisti preferiscono il termine diaprato direttamente derivato dall'originale francese. In molti casi il rabescato non appartiene alla blasonatura originale dello stemma, ma è stato solo introdotto dal disegnatore per ingentilirne l'aspetto; questa modalità di rappresentazione era frequente nel Seicento e nel Settecento.

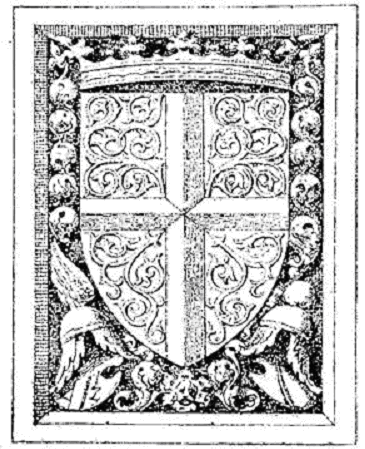
Scudo rabescato
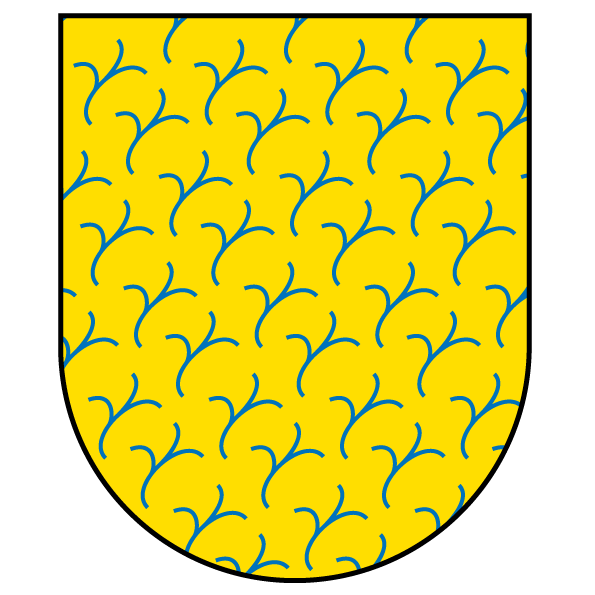
Scudo d'oro rabescato (stile barocco)
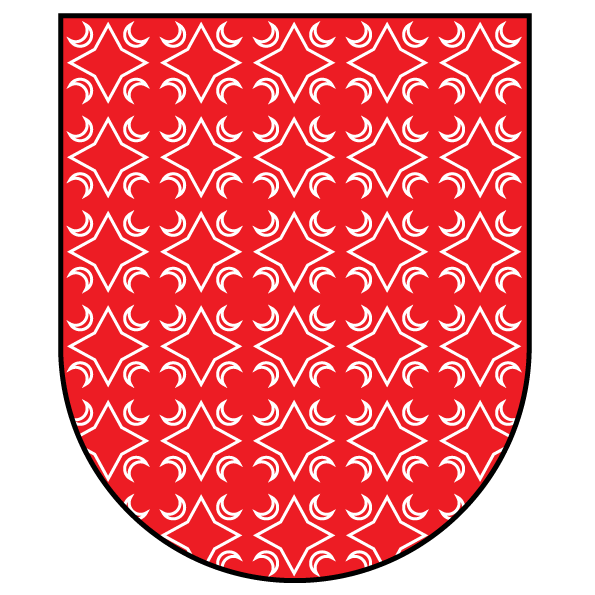
Scudo di rosso rabescato (stile gotico)
Partito diaprato d'oro e di rosso (Sennwald, Svizzera)
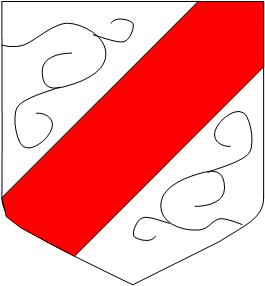
Scudo d'argento diaprato, alla sbarra di rosso
D'oro diaprato, alla fascia ondata d'azzurro (Isselbach, Germania)
D'argento diaprato, al cuore di rosso (Röhrnbach, Germania)
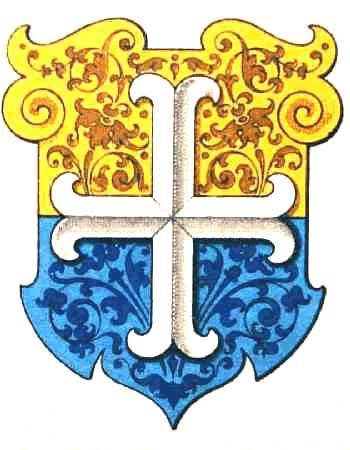
Troncato d'oro e d'azzurro diaprati, alla croce ancorata d'argento, attraversante sulla partizione (Contea di Gradisca)
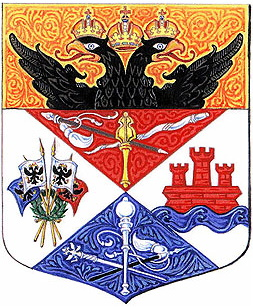
Di rosso diaprato, d'azzurro diaprato e d'oro diaprato (Novočerkassk, Russia)
Di nero rabescato, al fascio consolare d'oro (Legau, Germania)